# فو لی
فو لی (به لاتین: Phủ Lý) یک شهر در ویتنام است که در استان‌ها نام واقع شده‌است.

## خصوصیات
فو لی ۱۳۶٬۶۵۴ نفر جمعیت دارد.